# Architecture de l'Écosse au Moyen Âge

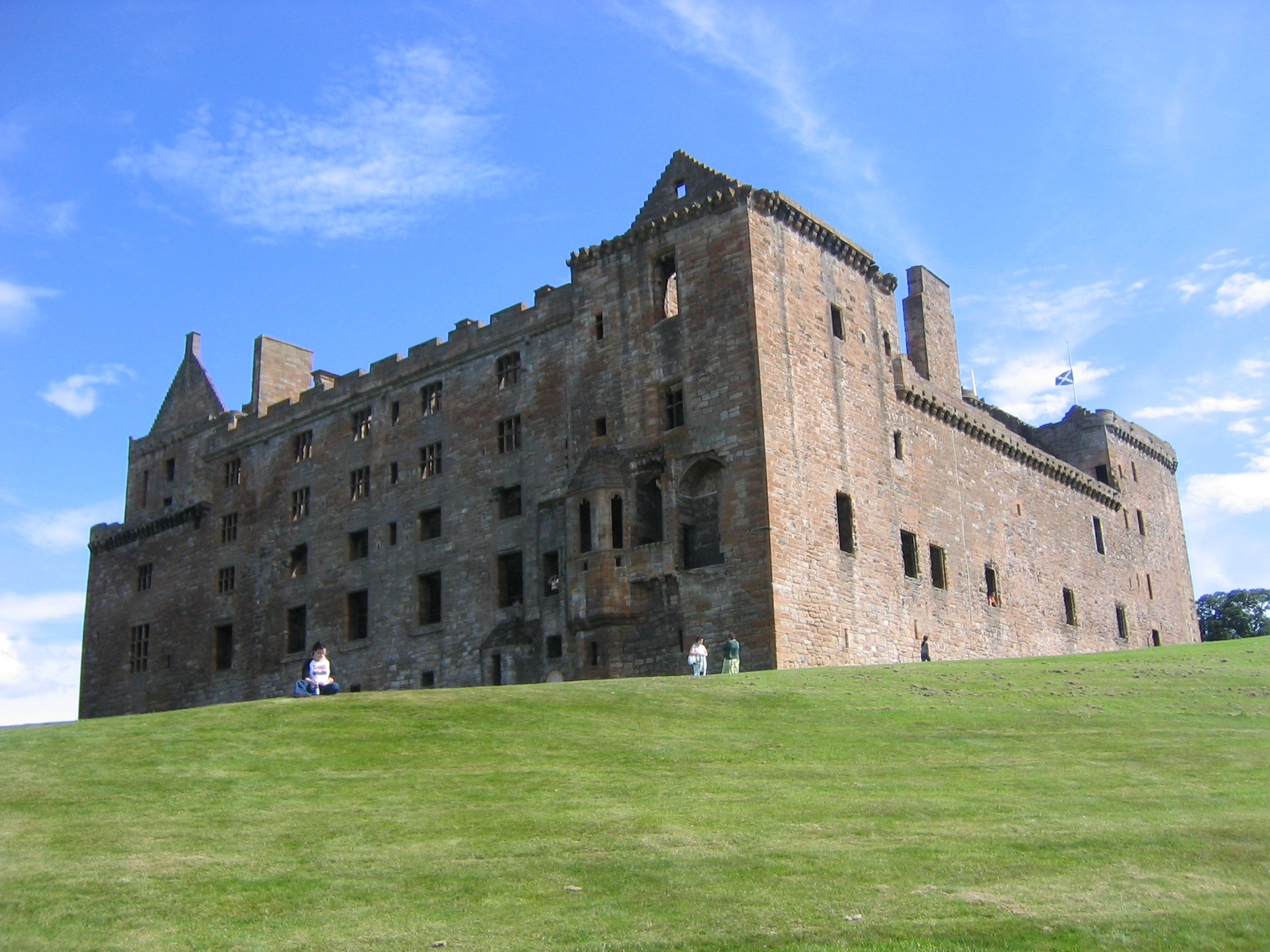
Le palais de Linlithgow, le premier bâtiment à porter ce titre en Écosse, a été largement reconstruit selon les principes de la Renaissance du XVe siècle.

L'architecture de l'Écosse au Moyen Âge comprend tous les bâtiments à l'intérieur des frontières modernes de l'Écosse, entre le départ des Romains de la Grande-Bretagne du Nord au début du Ve siècle d'une part et la Renaissance au début du XVIe siècle d'autre part. L'architecture de l’Écosse prend forme sous des bâtiments différents : vernaculaires, ecclésiastiques, constructions royales, aristocratiques et militaires. 
L'architecture vernaculaire médiévale a utilisé des matériaux de construction locaux, y compris des maisons construites avec des charpentes à courbes, des murs en tourbes et de l'argile, avec une forte dépendance à la pierre. L'architecture de l'église paroissiale médiévale était généralement plus simple qu'en Angleterre mais il y avait des édifices ecclésiastiques plus grands dans les styles roman et gothique. À partir du début du XVe siècle, l'introduction des styles de la Renaissance comprend l'utilisation sélective des formes romanes dans l'architecture des églises, comme dans la nef de la cathédrale de Dunkeld.
Les châteaux sont arrivés en Écosse avec l'introduction du féodalisme au XIIe siècle. Au départ, il s'agissait de constructions en motte et bailey en bois, mais beaucoup ont été remplacées par des châteaux de pierre avec un haut mur-rideau. À la fin du Moyen Âge, de nouveaux châteaux ont été construits, certains à plus grande échelle, et d'autres, en particulier aux frontières, en tant que maisons-tours plus simples. Les armes à poudre ont conduit à l'utilisation de ports d'armes à feu, de plates-formes pour monter des fusils et des murs adaptés pour résister au bombardement. Il y eut une phase de construction de palais de la Renaissance à partir de la fin du XVe siècle, commençant à Linlithgow.

## Contexte
Les premières maisons en Écosse remontent à environ 9 500 ans et les premiers villages à 6 000 ans ; Skara Brae sur l'île principale des Orcades est le premier exemple préservé d'Europe. Les crannogs, ou rondes, construits chacun sur des îles artificielles, datent de l'Âge du bronze. Des  bâtiments en pierre appelés rotondes atlantiques et d'imposantes collines fortifiées apparaissent lors de l'Âge du fer. Après l'arrivée des Romains vers 71 apr. J.-C., ils semblent avoir été largement abandonnés. Les Romains construisent des forts militaires comme celui de Trimontium et une fortification continue entre le Firth of Forth et le Firth of Clyde connu sous le nom de mur d'Antonin, construit au IIe siècle apr. J.-C.,. Au-delà de l'influence romaine, il existe des preuves de maisons rondes à bas-côtés (en anglais "wheelhouse") et de souterrains. Après le départ des Romains au IIIe siècle, il existe des preuves de la réoccupation des forts de l'Âge du fer et de la construction d'une série de petites constructions « nucléées » utilisant parfois des caractéristiques géographiques majeures, comme à Dunadd et Dumbarton. 

## Bâtiments vernaculaires

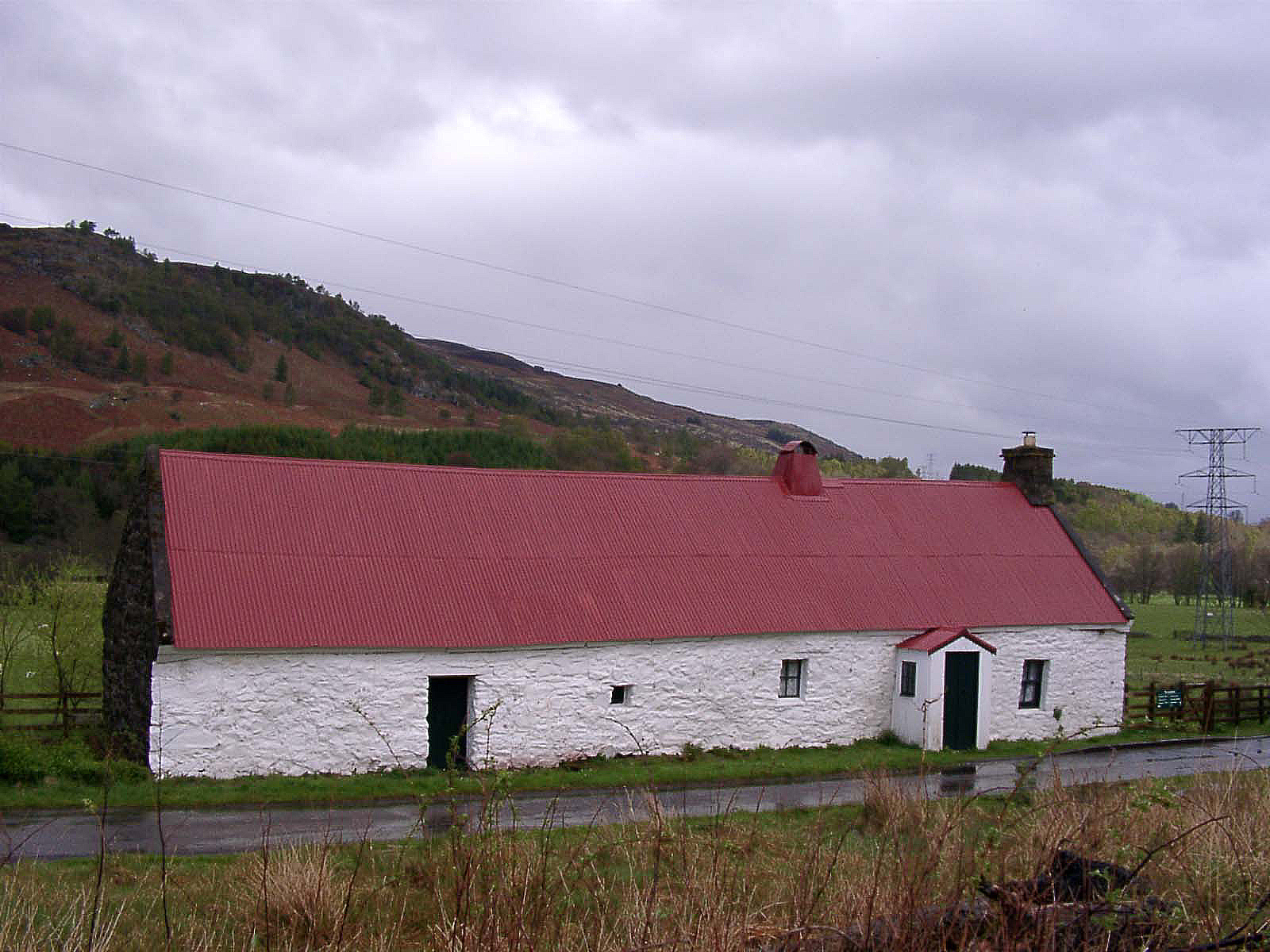
La maison longue Moirlanich est une maison noire construite au XIXe siècle de manière traditionnelle avec un cadre en cruck.

L'architecture vernaculaire médiévale dans les environnements ruraux a utilisé des matériaux et des styles locaux. Comme en Angleterre, des charpentes à courbes ont été construites en utilisant des paires de poutres incurvées pour supporter le toit ; elles étaient généralement cachés à la vue. Dans les zones rurales, le gazon était largement utilisé pour remplir les murs, parfois sur une base en pierre, mais ils ne duraient pas longtemps et devaient être reconstruits fréquemment, peut-être aussi souvent que tous les deux ou trois ans. Dans certaines régions, y compris le sud-ouest et les environs de Dundee, des murs d'argile solide ont été utilisés, ou des combinaisons d'argile, de gazon et de paille, enduits d'argile ou de chaux pour les rendre résistants aux intempéries. En l'absence de bois de construction de longue portée, le matériau de construction le plus courant était la pierre, utilisée dans la construction en mortier et en pierre sèche. Différentes régions utilisaient du balai, de la bruyère, de la paille, du gazon ou des roseaux pour la toiture. 
À partir du XIIe siècle, des bourgs, des villes auxquelles la Couronne a accordé certains privilèges juridiques, se sont développés, en particulier sur la côte est avec des modèles de construction urbaine distincts. Ils étaient généralement entourés d'une palissade, et beaucoup avaient un château. Ils avaient généralement un marché, avec une rue principale ou une jonction élargie, souvent marquée par une croix de mercat. Il y avait des maisons pour les nobles, les bourgeois et d'autres habitants importants  qui étaient souvent construites dans un style relativement élaboré et à la fin de la période, certaines auraient des toits ou des tuiles en ardoise. Il ne reste que très peu de maisons des pauvres des villes. Elles étaient probablement en grande partie situés dans l'arrière-pays, loin des façades des rues principales. D'Aberdeen et de Perth, il existe des preuves de près de quarante bâtiments datant du XIIe au XIVe siècle, avec des murs de planches ou de caroncules. 

## Des églises
L'arrivée du christianisme en Écosse depuis l'Irlande à partir du VIe siècle a conduit à la construction d'églises de base en maçonnerie, commençant sur la côte ouest et les îles. L'architecture des églises paroissiales médiévales en Écosse était généralement beaucoup moins élaborée qu'en Angleterre, de nombreuses églises restant de simples oblongs, sans transepts et bas-côtés, et souvent sans tours. Dans les Highlands, ils étaient souvent encore plus simples, beaucoup étaient construits en maçonnerie de gravats et parfois indiscernables de l'extérieur des maisons ou des bâtiments de ferme. Cependant, à partir du VIIIe siècle, des bâtiments plus sophistiqués ont émergé. La maçonnerie romane en pierre de taille ancienne a produit des bâtiments en pierre, comme la tour ronde du XIe siècle de la cathédrale de Brechin et les tours carrées de la cathédrale de Dunblane et de l'église de Saint-Règle. 

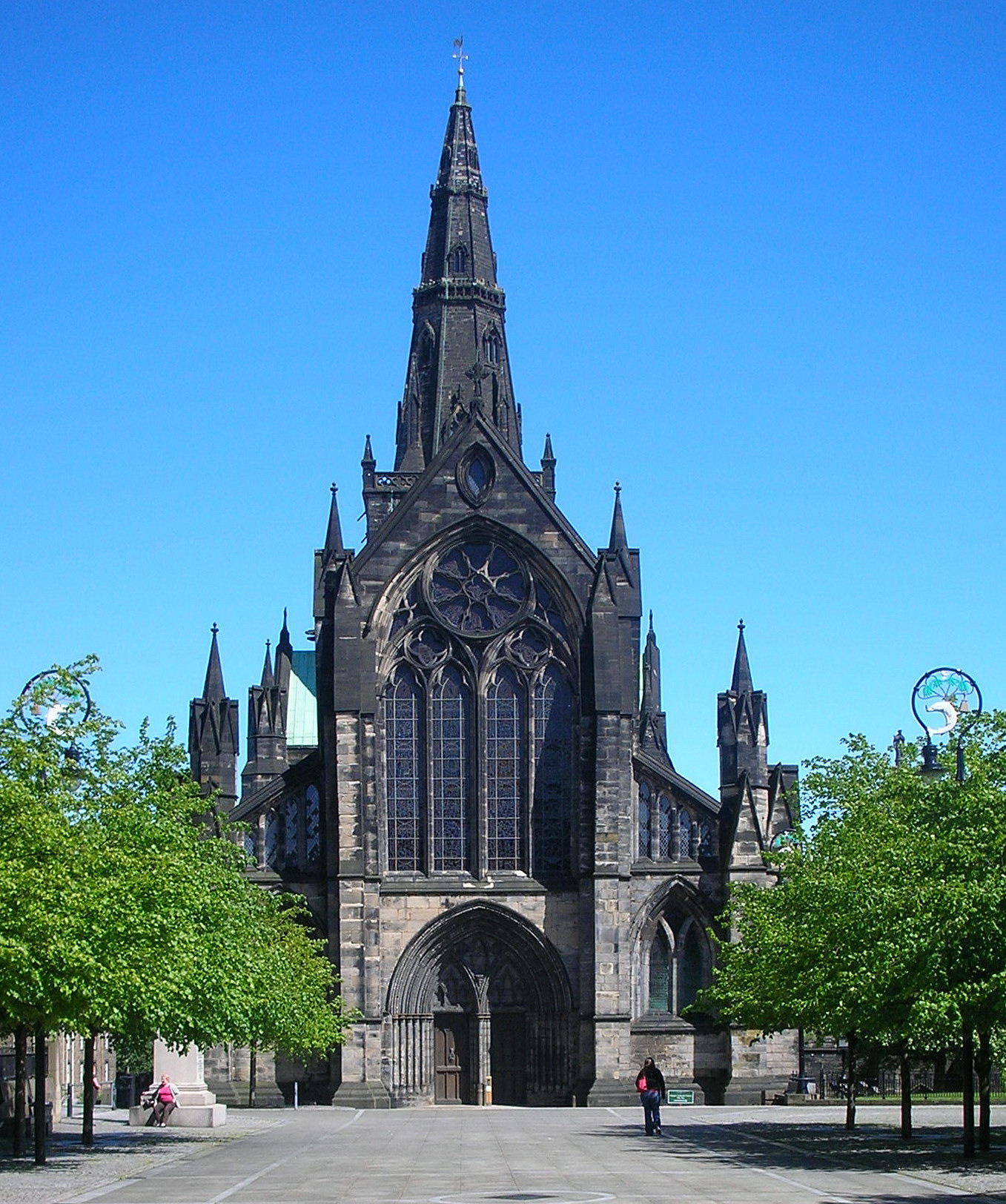
La façade gothique de la cathédrale de Glasgow.

Après le XIe siècle, au fur et à mesure que les techniques de maçonnerie progressaient, les blocs de pierre de taille sont devenus plus rectangulaires, ce qui a donné des murs structurellement plus stables qui pourraient incorporer des moulures et des détails architecturaux plus raffinés que l'on peut voir dans les encorbellements, les contreforts, les linteaux et les arches. Dans le même temps, il y avait des influences croissantes de dessins anglais et européens continentaux. Ceux-ci peuvent être vus dans le motif roman en chevrons sur les piles de la nef de l'abbaye de Dunfermline (1130–1140), qui ont été modelés sur des détails de la cathédrale de Durham. La cathédrale Saint-Magnus de Kirkwall dans les Orcades, commencée en 1137, peut avoir employé des maçons qui avaient travaillé à Durham. L'arrivée des nouveaux ordres monastiques en Écosse à partir du XIIe siècle a conduit à un boom de la construction ecclésiastique utilisant des formes anglaises et continentales, y compris des abbayes à Kelso, Holyrood, Jedburgh et St Andrews. 
Au XIIIe siècle, l'extrémité est de la cathédrale d'Elgin incorporait des moulures et des entrelacs gothiques européens typiques. Au XVe siècle, des constructeurs continentaux travaillaient en Écosse. Le maître-maçon français John Morrow a été employé à la construction de la cathédrale de Glasgow et à la reconstruction de l'abbaye de Melrose, toutes deux considérées comme de beaux exemples de l'architecture gothique. L'intérieur des églises était souvent élaboré avant la Réforme, avec des maisons de sacrement très décorées, comme celles qui ont survécu à Deskford et à Kinkell. Les sculptures de la chapelle de Rosslyn, créées au milieu du XVe siècle, représentant minutieusement la progression des sept péchés capitaux, sont considérées parmi les plus belles du style gothique. Les églises écossaises de la fin du Moyen Âge contenaient également souvent des monuments funéraires élaborés, comme les tombes de Douglas dans la ville de Douglas. 
L'impact de la Renaissance sur l'architecture ecclésiastique peut être vu dans la réadoption d'un bâtiment d'église de faible masse avec des arcs et des piliers ronds, contrairement au style perpendiculaire gothique qui était particulièrement dominant en Angleterre à la fin de l'ère médiévale. Il peut avoir été influencé par des contacts étroits avec Rome et les Pays-Bas, et était peut-être une réaction consciente contre les formes anglaises en faveur des formes continentales. On peut le voir dans la nef de la cathédrale de Dunkeld, commencée en 1406, la façade de St Mary's, Haddington des années 1460 et dans la chapelle du Bishop College de Kings Elphinstone, Aberdeen (1500–09). Une quarantaine d'églises collégiales ont été établies en Écosse à la fin du XVe et au début du XVIe siècle. Beaucoup, comme le Trinity College d'Edimbourg, ont montré une combinaison de styles gothique et Renaissance. Le début du XVIe siècle a vu des clochers de la couronne construits sur des églises avec des liens royaux, symbolisant la monarchie impériale, comme à la cathédrale Saint-Gilles, à Édimbourg. 

## Châteaux

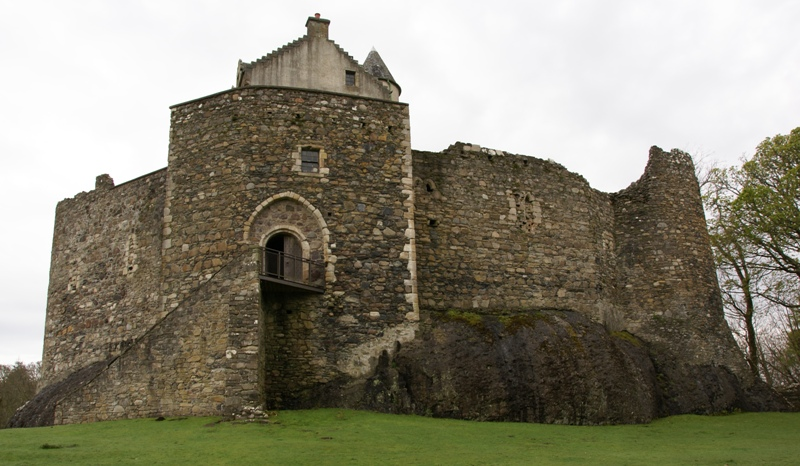
Le château de Dunstaffnage est l'un des plus anciens "châteaux d'enceinte" qui subsistent, datant pour la plupart du XIIIe siècle.

L'Écosse est connue pour ses châteaux spectaculaires dont beaucoup datent de la fin de l'ère médiévale. Les châteaux, dans le sens d'une résidence fortifiée d'un seigneur ou d'un noble, sont arrivés en Écosse dans le cadre de l'encouragement de David Ier des nobles normands et français à s'installer avec des régimes féodaux, en particulier dans le sud et l'est, et étaient un moyen de contrôler les plaines contestées,,. Il s'agissait principalement de constructions en motte et bailey en bois, d'une monture ou motte surélevée, surmontée d'une tour en bois et d'une plus grande enceinte adjacente ou bailey, toutes deux généralement entourées d'un fossé (fossé) et d'une palissade, et reliées par un pont en bois. Ils variaient en taille, des très grands comme dans la ville d'Inverurie aux modèles plus modestes comme à Balmaclellan. En Angleterre, un grand nombre de ces constructions ont été converties en châteaux de pierre et donjon au XIIe siècle, mais en Ecosse, la plupart de celles qui étaient en occupation continue sont devenues des châteaux de pierre de "l'enceinte " du XIIIe siècle, avec un haut crénelé mur-rideau. Le besoin de murs épais et hauts pour la défense a forcé l'utilisation de méthodes de construction économiques, perpétuant souvent la tradition de la construction en moellons de pierre sèche, qui ont ensuite été recouverts d'un enduit à la chaux, ou harcelés pour l'étanchéité et un aspect uniforme. En plus des châteaux baronniaux, il y avait des châteaux royaux, souvent plus grands et assurant la défense et l'hébergement de la cour écossaise itinérante et un centre administratif local. En 1200, il s'agissait notamment des fortifications d'Ayr et de Berwick. 
Dans les guerres de l'indépendance écossaise, Robert Ier a adopté une politique de destruction des châteaux, plutôt que de permettre aux forteresses d'être facilement reprises et ensuite détenues par les Anglais, en commençant par ses propres châteaux à Ayr et Dumfries , y compris Roxburgh et Édimbourg. Après les guerres d'indépendance, de nouveaux châteaux ont commencé à être construits, souvent à plus grande échelle en tant que châteaux d'affinité, pour abriter des troupes retenues, comme Tantallon, Lothian et Doune près de Stirling, reconstruits pour Robert Stewart, duc d'Albany dans le XIVe siècle. Les armes à poudre ont fondamentalement modifié la nature de l'architecture du château, les châteaux existants étant adaptés pour permettre l'utilisation d'armes à poudre par l'incorporation d'orifices de canon "en trou de serrure", les plates-formes de montage des fusils et les murs étant adaptés pour résister au bombardement. Ravenscraig, Kirkcaldy, commencé vers 1460, est probablement le premier château des îles britanniques à être construit comme un fort d' artillerie, incorporant des bastions en "D" qui résisteraient mieux aux tirs de canon et sur lesquels l'artillerie pourrait être montée. 

## Maisons-tours

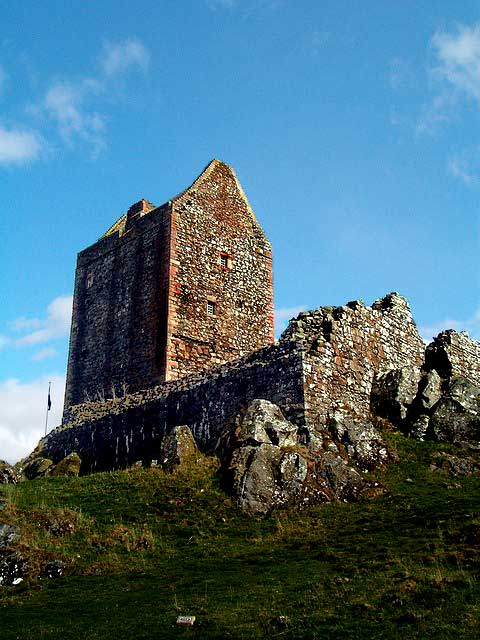
Tour Smailholm près de Kelso dans les Scottish Borders

Le plus grand nombre de fortifications médiévales tardives en Écosse construites par des nobles, environ 800, étaient de la conception de la maison-tour,. Les versions plus petites des maisons-tours dans le sud de l'Écosse étaient connues sous le nom de tours à peler ou maisons à pele. Les défenses des maisons-tours visaient principalement à fournir une protection contre les petits raids et n'étaient pas destinées à opposer une opposition significative à un assaut militaire organisé, ce qui a amené l'historien Stuart Reid à les qualifier de "défendables plutôt que défensives". Il s'agissait généralement d'un grand bâtiment carré, en pierre et crénelé, souvent aussi entouré d'un barmkyn ou Bawn, une cour fermée conçue pour accueillir des animaux précieux en toute sécurité, mais pas nécessairement destiné à une défense sérieuse,. Elles ont été construites de manière extensive des deux côtés de la frontière avec l'Angleterre. La confiscation de la seigneurie des îles par James IV en 1494 a conduit à une explosion immédiate de la construction de tours à travers la région,.

## Palais
La vaste construction et la reconstruction des palais royaux dans le style Renaissance ont probablement commencé sous Jacques III et accéléré sous Jacques IV. Ces œuvres ont été considérées comme reflétant directement l'influence des styles de la Renaissance. Linlithgow a été construit sous Jacques Ier, sous la direction du maître d'oeuvre John de Waltoun, et a été appelé palais, apparemment la première utilisation de ce terme dans le pays, à partir de 1429. Celui-ci a été étendu sous Jacques III et a commencé à correspondre à un palais seigneurial italien quadrangulaire à la mode et aux tours d'angle d'un palais ad modem castri (un palais de style château), combinant une symétrie classique avec des images néo-chevaleresques. Il existe des preuves de maçons italiens travaillant pour James IV, sous le règne de Linlithgow, et d'autres palais ont été reconstruits dans des proportions italiennes. 

## Héritage
L'Écosse est connue pour ses châteaux et tours placés de façon spectaculaire qui font le charme de ses paysages romantiques. Les châteaux, les maisons-tours, les tours à peler et les palais royaux de l'époque ont tous contribué au développement du style unique connu sous le nom de baronnie écossaise qui sera utilisé pour les maisons de domaine en Écosse au XVIe siècle et qui sera relancé et largement utilisé à partir de au XIXe siècle, comme la résidence royale de Balmoral puis exportée à travers le monde. La Réforme au milieu du XVIe siècle entraînera le rejet de nombreuses caractéristiques des églises médiévales, entraînant la destruction généralisée du mobilier, des ornements et de la décoration des églises médiévales, et inaugurera de nouvelles formes architecturales. Cependant, elles seront relancées des années 1850 aux années 1890, lorsque de grandes églises de style néogothique seront construites en nombre considérable pour toutes les principales dénominations.